# Pachira sessilis
Pachira sessilis är en malvaväxtart som beskrevs av George Bentham. Pachira sessilis ingår i släktet Pachira och familjen malvaväxter. Inga underarter finns listade i Catalogue of Life.